# Can Roure (Sant Martí de Llémena)
Can Roure or Mas Roure is a traditional Catalan Masia (farm estate/farm house) in Pla de Sant Martí in the municipality of Sant Martí de Llémena (Gironès bordering the national park of Garrotxa). The estate consists of a 600 m2 main building and a 200 m2 smaller side building situated at the foot of the mountain marking the edge between the native oak forest and the farmed lands stretching until the river. The main building is 8 meters tall and rectangular believed to have been built in the late 1600, while the side building is just 5 meters tall, and square built in the 1700. Both are built the traditional Catalan way made from stone found on site and up the mountain. The building features several historic elements such as a grain slide (to feed the animals), a hidden rifle hole in the main façade (to defend the property from intruders), a large stone oven, and a build-in clothes washing kettle.

Can Roure és una edifici al Pla de Sant Martí al terme municipal de Sant Martí de Llémena (el Gironès). Edifici de planta rectangular amb cos afegit a la part posterior esquerra. De planta baixa i un pis a façana i planta al darrere degut al desnivell. Teulat a dues aigües, amb carener descentrat i perpendicular a la façana principal. Realitzada en pedra i arrebossada, encara que part de l'arrebossat ha caigut.
La façana principal, amb porta i finestres de llinda plana, són de pedra. Al costat dret de la façana s'ha format una pallissa que s'ha transformat en terrassa, de parets de pedra i brancals de pedra polida treballada, amb cornisa de motllures. El seu teulat és molt volat, de cairats de fusta i rajoles de llata emblanquinades a puntes de diamant. La pallissa dona a l'era i s'està restaurant.